# Église Saint-Pierre de Bessuéjouls
L'église Saint-Pierre est une église située en France sur la commune de Bessuéjouls, dans le département de l'Aveyron en région Occitanie.
Elle fait l'objet d'une inscription et d'un classement au titre des monuments historiques depuis respectivement 1927 et 1931.

## Description
Le maître autel est orné d’un retable du XVIIe ou XVIIIe siècle représentant saint Pierre et saint Paul au pied du crucifix.
Un autre retable de facture originale datant de la même époque meuble une chapelle latérale dédiée au Sacré-Cœur : deux anges adorateurs sont prosternés devant un cœur rayonnant.
La particularité de l'église est de disposer d'une chapelle haute de style roman, située au premier étage du clocher. On accède à cette chapelle « aérienne » par une petite porte et un escalier situés au fond de l’église. Un linteau dit « en mitre d’évêque », agrémenté d’un motif tressé, surmonte cette petite porte.
La petite salle mesure six mètres de côté environ sur sept à huit mètres de haut. Cette chapelle cubique est soutenue par six colonnes à chapiteaux historiés et quatre rangées de colonnettes alignées en manière de cloître aérien ou de triforium.

## Localisation
L'église est située sur la commune de Bessuéjouls, dans le département français de l'Aveyron.

## Historique
L'édifice est inscrit au titre des monuments historiques en 1927 et classé en 1931.  Selon Paul Deschamps (1937), Bulletin des Monuments 1940 p. 76-80, l'autel et les chapiteaux de la chapelle aérienne (et donc on peut supposer la chapelle tout entière) datent de la fin du XIe - début XIIe siècle. Selon N. Breton sur le site Millenaire1, la chapelle du premier étage daterait plutôt du Xe ou XIe siècle, ce qui en ferait une des plus vieilles chapelles romanes de France, et une des mieux conservées. 